# Keret
Keret è una figura di semidio della mitologia assira, fondatore di una dinastia della città di Hubur. Secondo la mitologia fenicia era un semidio, re di Sidone, figlio di El e soldato della dea Sapas, non molto coraggioso, combatté contro il dio della Luna Terah ma perdette, comprò una moglie costosa, suo figlio, Danel, fu un genio. 
Aveva la funzione di proteggere le messi. Sposò la vergine Hurriya.
È noto per un poema epico canaanita noto come "Leggenda di Keret" del 1500 a.C. circa.